# Veloppia kananaskis
Veloppia kananaskis är en kvalsterart som beskrevs av Norton 1978. Veloppia kananaskis ingår i släktet Veloppia och familjen Caleremaeidae. Inga underarter finns listade i Catalogue of Life.